# Ratibořské knížectví
Ratibořské knížectví (latinsky Ducatus Ratiboria, polsky Księstwo Raciborskie, německy Herzogtum Ratibor) bylo slezským knížectvím s hlavním městem Ratiboř.

## Historie
Knížectví vzniklo roku 1172 jako panství Piastovce Měška I. Křivonohého, mladšího syna Vladislava Vyhnance a rozkládalo se kolem měst Ratiboř, Těšín a Kozlí, ale již roku 1177/9 k němu bylo přičleněno Osvětimsko a Bytomsko. Roku 1202 bylo celé knížectví sloučeno s Opolským knížectvím.
K obnovení samostatného knížectví došlo roku 1282, když bylo uděleno Přemyslovi Ratibořskému, nejmladšímu synu Vladislava Opolského. Přemysl již roku 1292 složil lenní hold českému králi Václavovi II. a jeho syn Lešek opět roku 1327 složil lenní slib Janu Lucemburskému. Od té doby tedy knížectví patřilo pod Země Koruny české.
Roku 1336 Lešek zemřel a Jan Lucemburský knížectví udělil opavskému vévodovi Mikuláši II. z vedlejší větve Přemyslovců, který byl manželem Anny, dcery Přemysla Ratibořského. Tak došlo k sloučení Ratibořska s Opavskem, které trvalo až do roku 1377, kdy se Ratibořsko dostalo Mikulášovu synovi Janovi I., který mu vládl do své smrti mezi lety 1380 a 1382. Po něm nastoupil jeho syn Jan II. Železný, který vládl až do své smrti v r. 1424.

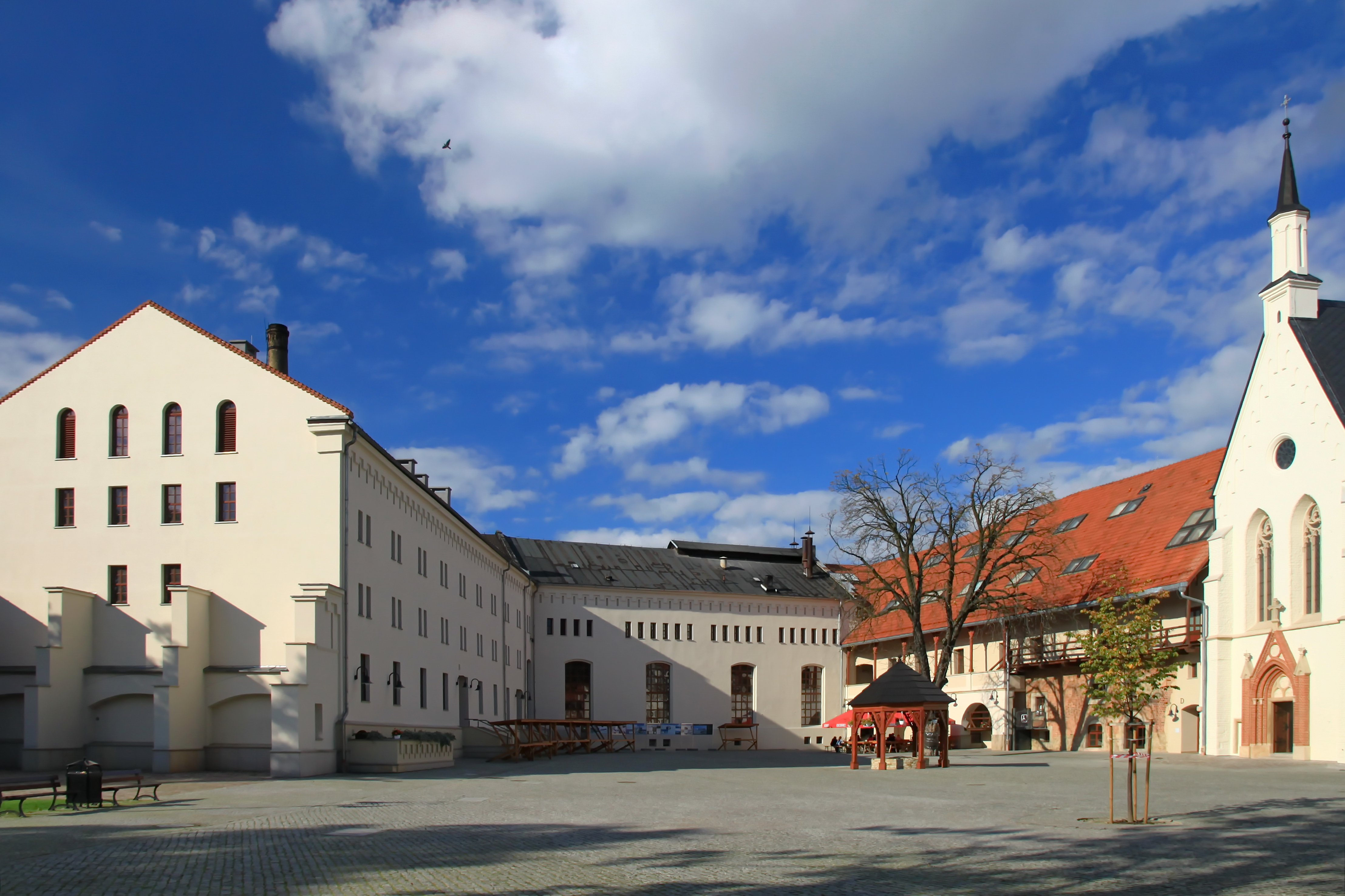
Ratibořský zámek

Mikuláš V. Krnovský a jeho bratr Václav IV. Ratibořský nastoupili vládu v Ratibořsku roku 1424 po svém otci a pokračovali v bojích proti husitům. Roku 1437 se jediným vládcem Ratibořska stal Václav, který mu vládl až do své smrti roku 1456. Po něm nastoupil jeho syn Jan V. Ratibořský, který k Ratibořsku připojil Pštinu a bojoval na straně Jiřího z Poděbrad proti Matyáši Korvínovi.

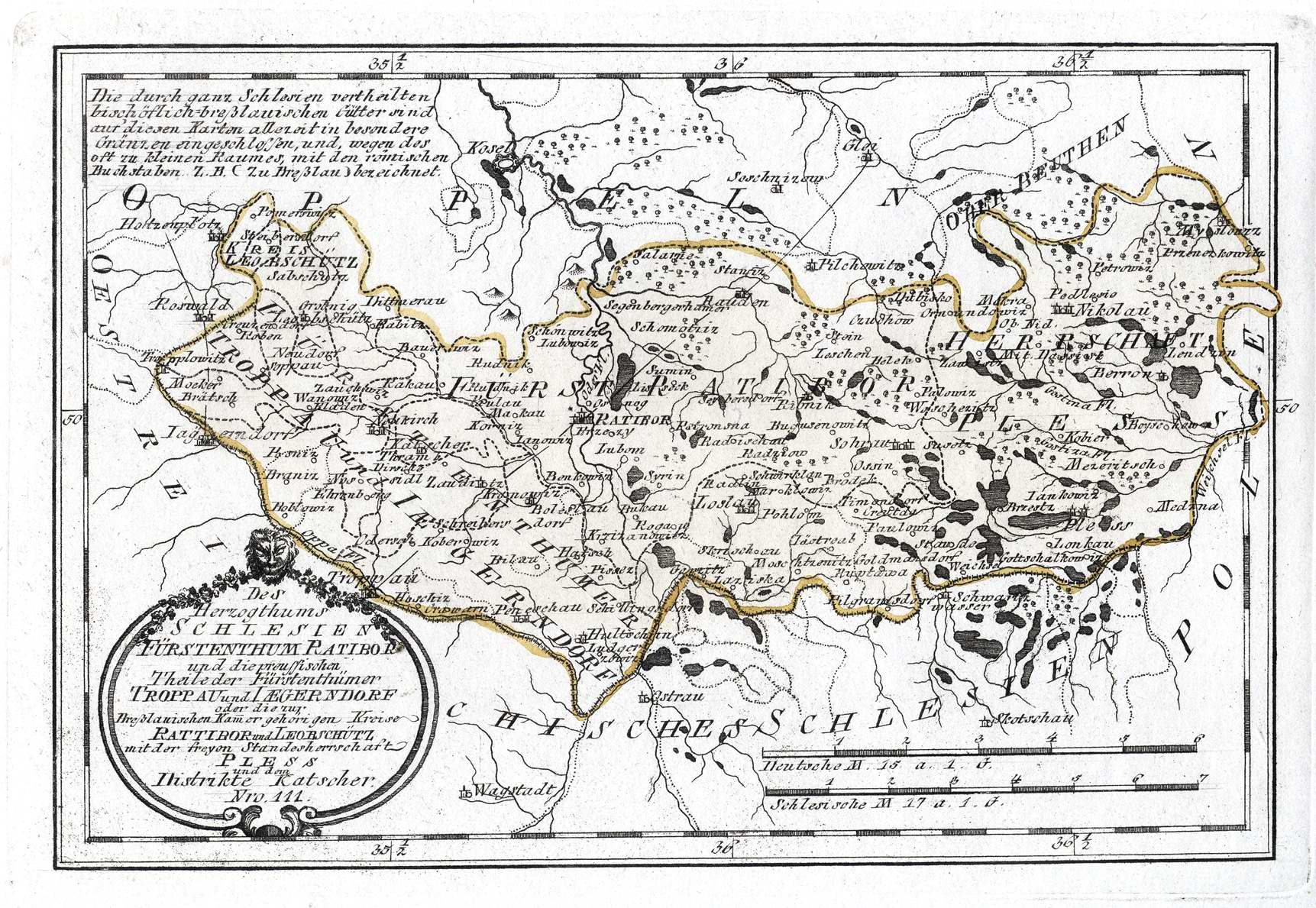
Mapa Slezska s Ratibořským knížectvím z roku 1790

Po smrti Jana V. roku 1493 se vlády nad knížectvím ujali společně jeho tři synové Mikuláš VII. Ratibořský (zemřel 1506), Jan VI. Ratibořský (zemřel 1506) a Valentin Hrbatý. Po smrti prvních dvou se vlády ujal samotný Valentin, který roku 1511 uzavřel dědickou smlouvu s opolským knížetem Janem II. Dobrým a krnovským knížetem Jiřím Braniborsko-Ansbašským o vzájemném dědění těchto tří knížectví. Valentinovou smrtí roku 1521 definitivně vymírají Přemyslovci i ve vedlejší linii. Jeho nástupce Jan II. Opolský knížectví sloučil s knížectvím Opolským a od toho okamžiku Ratibořsko sdílelo osud Opolska v rámci Zemí Koruny české. Po Janově smrti bez vlastních dědiců v roce 1532 měla připadnout obě knížectví jako odúmrť českému králi. Nicméně na základě předchozí dědické smluvy se ujmuli vlády ansbaští Hohenzollernové v osobě krnovského knížete Jiřího Braniborsko-Ansbašského. Za vlády jeho syna Jiří Fridricha získal knížectví zpět český král Ferdinand I.
Knížectví roku 1742 v důsledku slezských válek připadlo Prusku.
Roku 1815 získal Corveyské a Ratibořské panství hesensko-rotenburský lankrabě Viktor Amadeus jako odškodnění za území v Porýní ztracená ve prospěch Pruska. Roku 1821 mu z těchto panství bylo pruským králem uděleno allodiální mediatizované knížectví se kterým mohl volně nakládat. Jelikož byl bezdětný, odkázal celé panství synovcům své druhé manželky z rodu Hohenlohe-Schillingsfürst. Po jeho smrti v roce 1834 a následném vypořádání dědictví (nárok na dědictví vznášela i kasselská větev Hesenských, která získala statky nacházející se v Hesensku) byl v rámci Pruska v říjmu 1840 pruským králem Fridrichem Vilémem IV. nově udělen Viktorovi z Hohenlohe-Schillingsfürstu a jeho potomstvu titul ratibořského vévody a knížete z Corvey.